# پلسید (نبراسکا)
پلسید(به انگلیسی: Palisade) شهری در ایالت نبراسکا کشور ایالات متحده آمریکا است که جمعیت آن در سرشماری سال ۲۰۱۰ میلادی، ۳۵۱ نفر بوده‌است.